# Baai van Cartagena de Indias
De Baai van Cartagena de Indias is een baai bij Cartagena in het noordwesten van Colombia.

## Ligging
De baai heeft een oppervlakte van 82 km². Ze staat in verbinding met de Caribische Zee via twee toegangen. De Bocagrande, Grote toegang, ligt in het uiterste noordoosten van de baai. Deze is 1,9 km breed en is met een gemiddelde diepte van twee meter niet geschikt voor grote schepen. In het zuidwesten ligt de Bocachica, of Kleine toegang, deze is met 0,5 kilometer een stuk smaller maar met een gemiddelde diepte van 23 m beter bruikbaar voor de scheepvaart. Tussen de twee toegangen ligt het eiland Tierra Bomba.
In het zuidoostelijke deel van de baai ligt het Diquekanaal (Spaans: Canal del Dique). Dit kanaal vormt een verbinding met de Magdalena. De Spanjaarden groeven deze waterweg al in 1582 om de vaarafstanden tussen Cartagena de Indias en de binnenlanden te verkorten.

## Geschiedenis
De baai werd de Spanjaard Alonso de Ojeda aan het begin van de 16e eeuw ontdekt. Het nut van de baai werd snel ingezien en ze bood een veilige ankerplaats voor de schepen van de Zilvervloot. Dit trok de aandacht van piraten en kapers en diverse forten en batterijen werden gebouwd om de toegangen tot de baai te verdedigen. Bij de Bocachica op de zuidpunt van Tierra Bomba werden Castillo de San Luis de Bocachica en het Fort San Jose gebouwd.